# Corona 43
Corona 43 – amerykański satelita rozpoznawczy. Był piątym statkiem serii Keyhole-4 ARGON tajnego programu CORONA. Jego zadaniem miało być wykonanie wywiadowczych zdjęć Ziemi. Misja nie powiodła się – w trakcie przechwytywania w locie kapsuły powrotnej przez samolot, jeden z prętów służących do przechwytywania uderzył i rozerwał spadochron kapsuły. Kapsuła spadła z wysokości ponad 3,6 km do oceanu i zatonęła, zanim nurek mógł ją wyłowić, co oznaczało, że pływaki w jakie ją wyposażono uległy uszkodzeniu albo w trakcie uderzenia przez pręt samolotu, albo podczas uderzenia w powierzchnię wody.

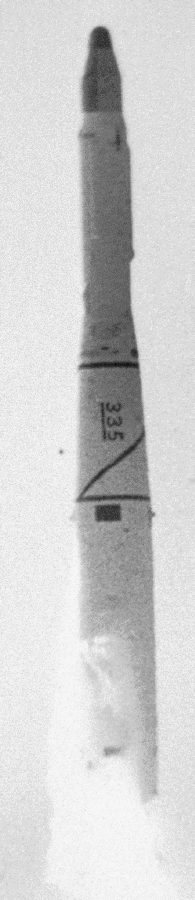
Start rakiety Thor Agena B z satelitą Corona 43

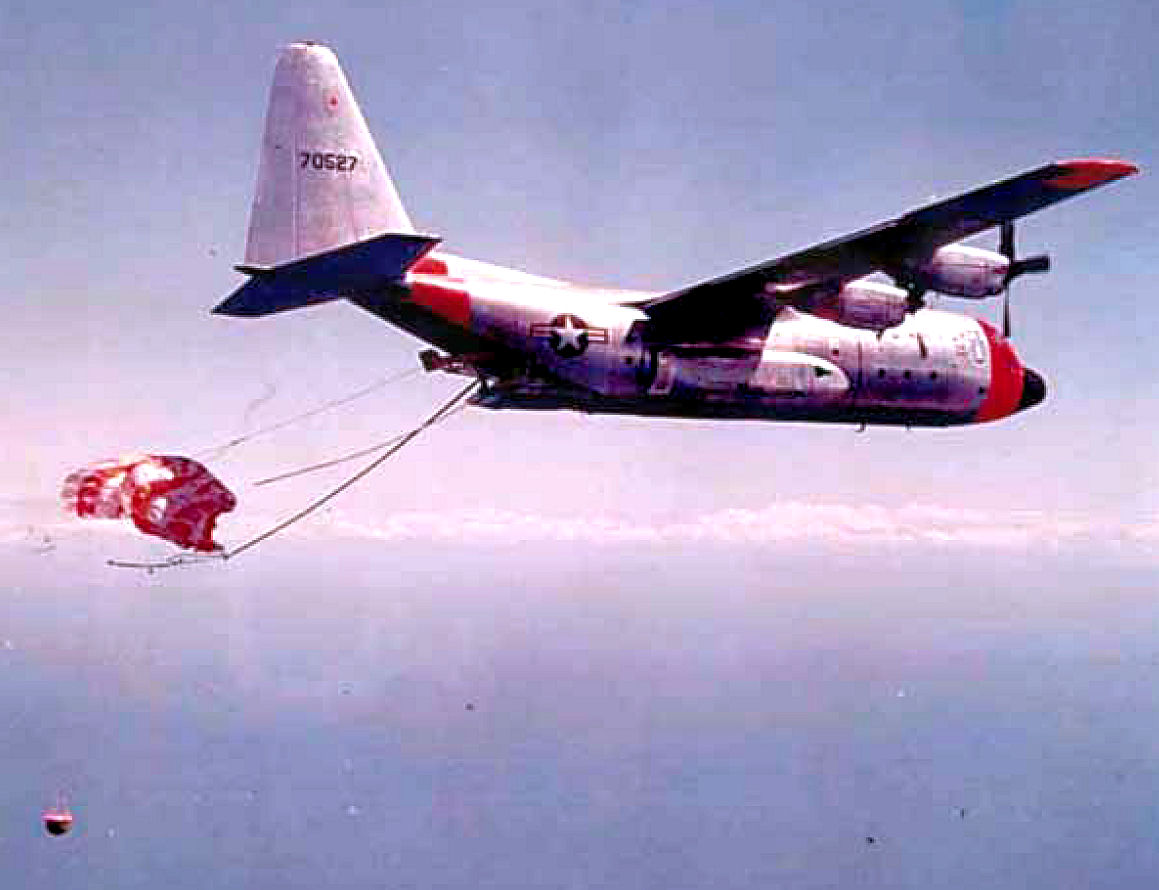
Typowe przechwytywanie kapsuły powrotnej programu Corona przez samolot

## Ładunek
- Dwa aparaty fotograficzne typu Mural o ogniskowej długości 61 cm, rozdzielczości przy Ziemi około 7,6 metra